# Трофимова, Татьяна Николаевна
Татьяна Николаевна Трофимова (род. 13 июня 1960 года) — российский учёный-медик, член-корреспондент РАН (2022).

## Биография
Родилась 13 июня 1960 года.
В 1984 году — окончила лечебный факультет Первого Ленинградского медицинского института.
В 1985 году — окончила кафедру рентгенологии с курсом детской рентгенологии СПбМАПО.
В 1989 году — защитила кандидатскую диссертацию, тема: «Рентгенодиагностика острых диффузных поражений сосудистого русла легких».
В 1999 году — защитила докторскую диссертацию, тема: «Лучевая диагностика очаговых поражений головного мозга».
С 1996 по октябрь 2008 года — заведующая кафедрой рентгенологии Санкт-Петербургской медицинской академии последипломного образования (СПбМАПО).
С 2000 по 2007 годы — проректор по научной и издательской работе СПбМАПО.
В 2022 году — избрана членом-корреспондентом РАН от Отделения медицинских наук.
В настоящее время — директор Научно-клинического и образовательного центра «Лучевая диагностика и ядерная медицина» Института Высоких медицинских технологий медицинского факультета СПБГУ, заместитель генерального директора по медицинским вопросам — главный врач Российско-финского медицинского холдинга «АВА-ПЕТЕР», заведующая курсом лучевой диагностики и лучевой терапии СЗГМУ имени И. И. Мечникова, главный научный сотрудник Института мозга человека РАН, главный научный сотрудник НИИ Экспериментальной медицины РАН, профессор-консультант Санкт-Петербургского Центра по профилактике и борьбе со СПИД и инфекционными заболеваниями.

## Научная деятельность
Специалист в области лучевой диагностики.
Основные научные исследования посвящены нейрорентгенологии, много занималась проблемами комплексной лучевой диагностики в перинатологии, ревматологии, гастроэнтерологии, эндокринологии.
Врач высшей категории по рентгенодиагностике, специалист в области компьтерной томографии и магнитно-резонансной томографии.
Автор более 400 публикаций, в том числе 12 монографий, руководств для врачей, книг, справочников, 7 изобретений и патентов.
Под её руководством и при консультировании защищены 31 кандидатская и 7 докторских диссертаций.
Главный редактор научно-практического журнала «Лучевая диагностика и терапия», член редакционных коллегий и советов журналов «Неврология и нейрохирургия детского возраста», «Нейроиммунология», «Медицинская визуализация», «Радиология — практика», «Диагностическая и интервенционная радиология».
Президент IV Национального конгресса специалистов по лучевой диагностике и терапии «Радиология 2010». Президент крупнейшего в России конгресса лучевых диагностов и лучевых терапевтов «Невский радиологический форум — 2005». Неоднократно выступала в качестве лектора в программах Европейской ассоциации радиологов STAR и ISMRM.

## Награды
- Премия Правительства Российской Федерации в области образования (в составе группы, за 2011 год) — за цикл трудов «Лучевая диагностика социально значимых заболеваний»[1]
- Премия Правительства Санкт-Петербурга (2022)
- Почётный знак «Отличник здравоохранения» (2016)
- Почётная медаль профессора М. И. Неменова (2014)профессиональная награда Президиума Санкт-Петербургского радиологического общества (СПРО) за заслуги в области рентгенорадиологии
- Премия принца А. П. Ольденбургского (совместно с академиком РАН Н. А. Беляковым, В. В. Рассохиным, за 2018 год) — эпидемиология, вирусология, патофизиология и клиника органных и системных поражений при ВИЧ-инфекции